# Il veleno dell'oleandro
Il veleno dell'oleandro (2013) è un romanzo scritto da Simonetta Agnello Hornby ed ambientato a Pedrara, immaginaria località nella zona montuosa degli Iblei in Sicilia. 

## Trama
Anna è l'ultima anziana matriarca della famiglia Carpinteri e sta morendo. Tutti i familiari, che ormai vivono lontano, accorrono al suo capezzale dove trovano ad accudirla Bede, fascinoso ed ambiguo amico di famiglia. Ogni parente è venuto con le proprie motivazioni e ciascuno porta con sé la propria storia. La misteriosa e fantastica tenuta di famiglia è praticamente passata in mano ai mezzadri e nel piccolo paese i notabili del posto hanno organizzato un'efficiente cupola mafiosa. La saga familiare viene ripercorsa grazie a frequenti flashback dalle voci narranti di Mara Carpinteri (la primogenita dell'ultimo patriarca) e da Bede (che racconta il doppio funerale per le ultime esequie sue e di Anna).